# Bitches N Marijuana
Bitches N Marijuana è una canzone del cantante statunitense Chris Brown e del rapper statunitense Tyga, secondo singolo estratto dal loro album Fan of a Fan: The Album.

## Tracce
- Download Digitale

1. Bitches N Marijuana - 4:14

## Classifiche
| Classifica (2015) | Posizione massima |
| ----------------- | ----------------- |
| Australia         | 49                |
| Francia           | 139               |
| Germania          | 50                |
| Regno Unito       | 60                |
| Stati Uniti       | 103               |
| Stati Uniti (R&B) | 33                |